# Ahmad Ustad

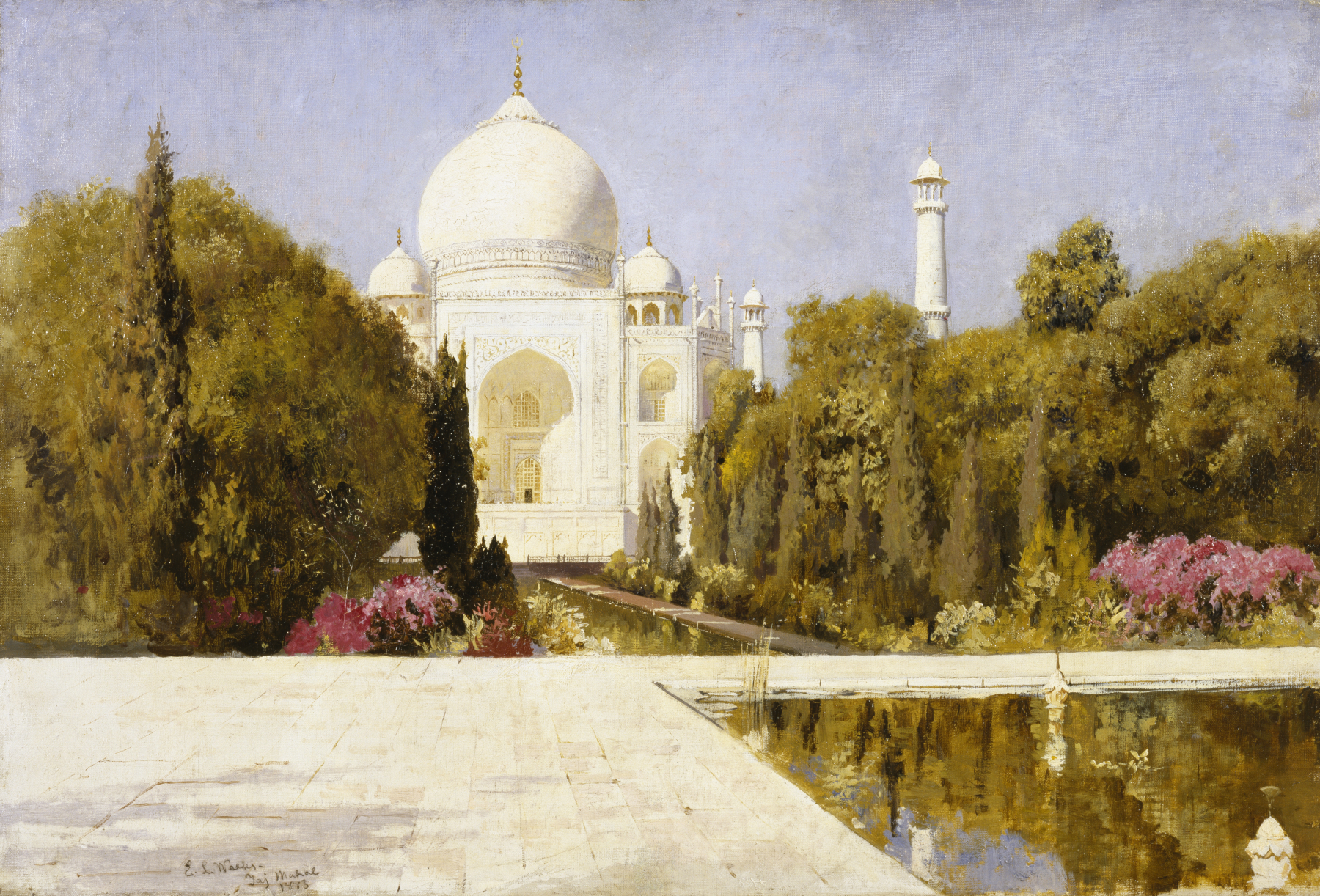
Taj Mahal

Ustad Ahmad Lahauri, född omkring 1580, död 1649, var en persisk arkitekt.
Ahmad Ustad var en av Persiens främsta arkitekter under 1600-talet. Förutom en rad andra byggnader har han också med största sannolikhet haft det största inflytandet vid uppförandet av mausoleet Taj Mahal som uppfördes 1632–1643.